# Stade Municipal de Métlaoui
Stade Municipal de Métlaoui – stadion sportowy w Al-Matlawi, w Tunezji. Obiekt może pomieścić 4000 widzów. Swoje spotkania rozgrywają na nim piłkarze klubu ES Métlaoui.